# 二十歳の原点序章
『二十歳の原点序章』（にじゅっさいのげんてんじょしょう）は、1974年に新潮社から発行された高野悦子による日記。1966年11月23日（高校3年）から1968年12月31日（大学2年）までの記録である。2009年4月にカンゼンから「新装版」が発行された。

## 出版までの経緯
新潮社から発売された『二十歳の原点』がベストセラーになり、その続編として出版されたもの。出版された時期は「原点」が前になるが、実際に書かれた時期は「序章」の方が古い。

## 概要
大学受験の時期から、立命館大学進学での新しい生活のスタートと戸惑い、片思いなど心の葛藤が書かれている。

## 出版
- 『二十歳の原点序章 未熟な孤独の心』（新潮社、1974年6月、ISBN 978-4-10-118302-2、絶版）
- 『二十歳の原点序章』（新潮文庫、1979年12月）
- 『二十歳の原点序章 新装版』（カンゼン、2009年4月、ISBN 978-4-86255-031-6）